# گئورگ فریدریش گروتفند

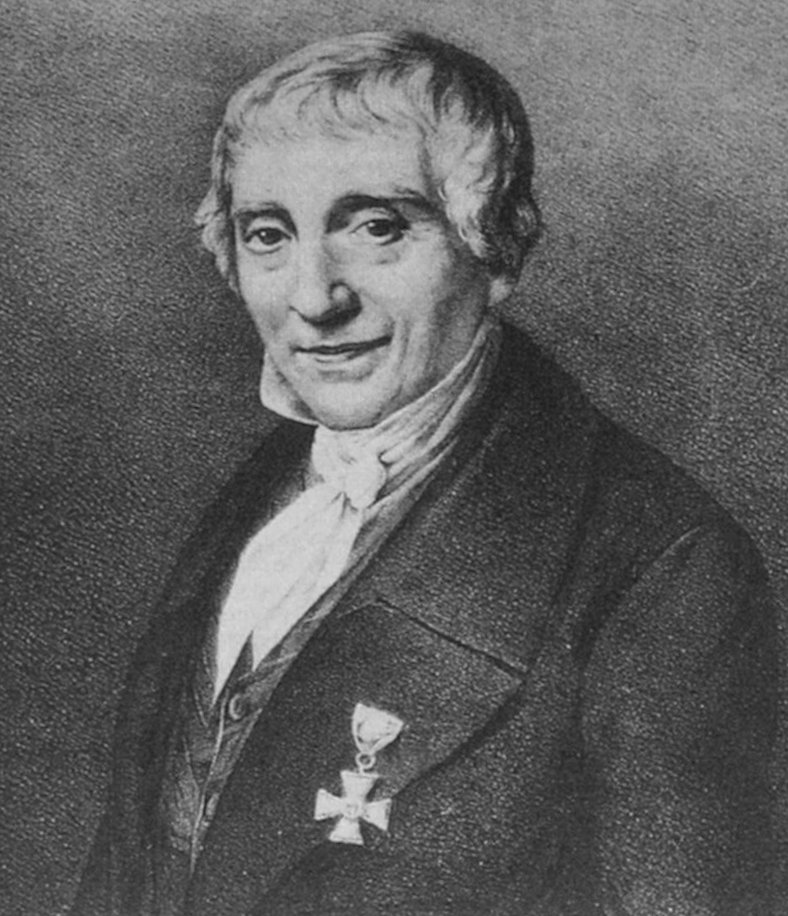
گئورگ گروتفند

گئورگ فریدریش گروتِفِند (به آلمانی: Georg Friedrich Grotefend) (زادهٔ ۹ ژوئن ۱۷۷۵ در هان. موندن – درگذشتهٔ ۱۵ دسامبر ۱۸۵۳ در هانوفر) پژوهشگر و رمزگشای سنگ‌نبشته‌های باستانی اهل کشور آلمان بود.
گروتفند نخستین کسی است که برخی از واژگان به خط میخی را رمزگشایی کرد؛ ازاین‌رو می‌توان او را نخستین یابندهٔ رمزِ خواندن خط میخی دانست. او کارش را با بررسی دو نگاره که جهانگرد آلمانی، کارستن نیبور از روی دو سنگ‌نبشتهٔ کوچک در تخت جمشید به سال ۱۷۶۵ از داریوش بزرگ و پسرش خشایارشا برداشته بود آغاز نمود و سرانجام در سال ۱۸۰۲ توانست برخی از واژگان این خط را بخواند و گشایش منطقی خط فارسی باستان در سال ۱۸۰۲ توسط او کلید خورد.
این دانشمند برجسته متوجه وجود برخی واژگان تکراری در کتیبه‌ها شد و آن‌ها را به‌درستی برابر مفهوم شاه تشخیص داد. او که بر این باور بود که کتیبه‌ها متعلق به دوره هخامنشی و به زبانی نزدیک به زبان اوستایی است این واژه را «شاه» فرض کرد و در ادامه متوجه شد کتیبه‌های مورد بررسی‌اش از دو شاه مختلف با دو نام مختلف است. در یکی از کتیبه‌ها واژه مفروض بر شاه دو بار در آغاز و در یکی تنها یک بار تکرار شده بود. از آنجا به این نتیجه رسید که این کتیبه‌ها توسط دو نفر از شاهان هخامنشی نوشته شده که پدر یکی از آن‌ها شاه بوده و پدر دیگری نه. در ضمن فهمید که نام شاهی که پدرش شاه نبوده دقیقاً در کتیبه دیگر پیش از دومین واژه شاه آمده در نتیجه دریافت که شاه دومی پسر شاه اولی بوده‌است. او با مطالعه منابع یونانی به این مهم رسید که تنها دو تن از شاهان هخامنشی پدرانی داشتند که خود شاه بوده اما پدرانشان شاه نبوده‌اند. یعنی کوروش - کمبوجیه و نیز داریوش - خشایارشا. او با توجه به اینکه نام دو شاه یا یک حرف آغاز نمی‌شوند گزینه اول را کنار گذاشت و با توجه به قرائت‌های اوستایی سبک ملفوظ نام خشایارشا، ویشتاسپ، داریوش، پدر و شاه را حدس زد. بدین ترتیب او توانست ارزش نوشتاری پانزده حرف را مشخص کند. اما به دلیل اشتباهاتی که در حدس صورت ملفوظ واژه‌های فارسی باستان داشت تنها ده مورد آن درست بود.
بعد از تلاش‌های گروتفند که حتی نام کوروش در کتیبه مرغاب را هم شناسایی کرده بود، دانشمندان دانمارکی، به‌ویژه راسموس راسک، پژوهش‌های او را ادامه دادند. اوژن بورنوف فرانسوی نیز موفق شد شمار زیادی از آواها را شناسایی کند و با توجه به مشابهت نزدیک این زبان با اوستایی حالات صرفی آن نیز مسجل شد. بعدها شناسایی کامل این زبان به درک و دریافت زبان و خط اکدی و عیلامی که در برخی کتیبه‌ها هخامنشی در کنار فارسی باستان ترجمه شده بودند، منجر شد.
او ساکن شهر گوتینگن آلمان بود و در این شهر به عنوان کتابدار و آموزگار کار می‌کرد. او از اولین افرادی بود که اثبات کرد بنای مشهور به مشهد مادر سلیمان، همان آرامگاه کورش بزرگ است.

## فهرست گزیدهٔ منابع و مآخذ
- ابراهیم پورداوود؛ آناهیتا

- Heeren, Arnold Hermann Ludwig (1846), "On Pasargadae and the Tomb of Cyrus; by G.F.Grotefend", Heeren's works: Tr. from the German, Volume 5 (به انگلیسی), D.A. Talboys, p. ۳۵۰–۳۵۹ {{citation}}: External link in |ژورنال= (help)